# Comuna Bogdan, Rahău
Bogdan (în ucraineană Богдан, Bohdan) este o comună în raionul Rahău, regiunea Transcarpatia, Ucraina, formată din satele Bogdan (reședința) și Breboia.

## Demografie
Componența lingvistică a comunei Bogdan
     Ucraineană (97,47%)
     Maghiară (1,91%)
     Alte limbi (0,58%)
Conform recensământului din 2001, majoritatea populației comunei Bogdan era vorbitoare de ucraineană (97,47%), existând în minoritate și vorbitori de maghiară (1,91%).